# Temporada 2013 de FABB
La Temporada 2013 de FABB fue la segunda Temporada oficial de Football Americano Bahía Blanca que fue cancelada, en la cual 2 equipos iban a disputar un torneo de 21 partidos regulares entre sí.

## Eventos
Antes de comenzar con la Pretemporada y la Temporada Regular de FABB, habría 5 eventos muy importantes que se planeaban realizar. Solo 2 se concretaron.

### Campus
Realizado del 18 de marzo al 13 de abril, el Campus fue el primer evento. Se introduce el deporte a las personas inscritas (con o sin previo conocimiento) para que evalúen y aprendan el deporte de una forma básica a partir de la práctica. Fue el único evento que se realizó durante el período gratuito de la Temporada 2013. Al concretarse, los conocimientos de los jugadores pasaron a un nivel mínimo, sabiendo las posiciones, reglas básicas, movimientos de los jugadores, técnicas básicas y penalizaciones más comunes durante un partido amistoso.

### Temporada Baja
Realizado del 15 de abril al 17 de mayo, la Temporada Baja fue el segundo evento. Se profundizaron los conocimientos de los jugadores sobre el deporte. Se enseñaron todas las cosas que un jugador necesita saber sobre el Reglamento Oficial para poder jugar en la Temporada Regular. Al culminarse este evento, cada jugador obtuvo una posición definida.

### Scouting Combine
Realizado el día 26 de mayo, el Scouting Combine fue el tercer evento. Todos los jugadores debían demostrar sus habilidades físicas mediante dribblings especiales según la posición en la que jueguen, que habría sido determinada al final de la Temporada Baja. El evento duró un solo día y los entrenadores de ambos equipos Galgos y Centauros debieron estar atentos a los resultados para anotar sus proyecciones de cara al siguiente evento: el Draft. Al finalizar se iban a dar a conocer los mejores tiempos y resultados, que posteriormente serían publicados en el sitio web oficial de FABB, pero no se pudo hacer debido a la ausencia de la mayoría de los jugadores que, posteriormente, dejarían la liga. Fue en este día en que se decidió cesar las actividades de la Temporada.

### Draft
Estimado al día 27 de mayo, el Draft era el cuarto evento. Consistía en la elección del equipo al que cada jugador pertenecerá. Se comienza con un sorteo de moneda para ver quién obtiene el primer turno, luego el equipo ganador tiene 5 minutos para dar a conocer qué jugador elegirá para su equipo. Una vez que haya decidido, se hace entrega de la camiseta del equipo al jugador e inmediatamente comienza el tiempo de 5 minutos para el otro equipo, que hará lo mismo. Al finalizar, cada equipo debería tener un mínimo de 12 jugadores y cubrir cada posición del campo con al menos 1 jugador.

### Training Camp

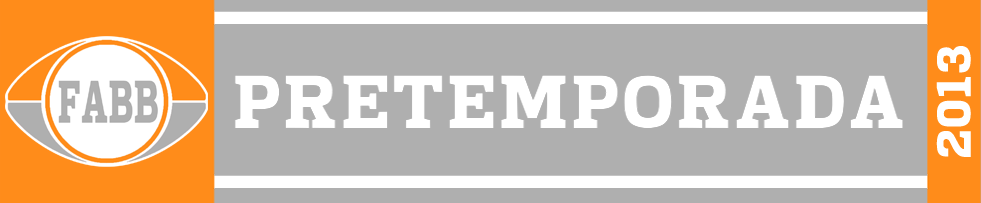
Logo de la Pretemporada

Estimado del 20 de mayo al 3 de agosto, el Training Camp era el quinto y último evento. Se trataba del entrenamiento "duro", en el que los jugadores ya entrenaban bajo las indicaciones de un Entrenador y practican para la Temporada Regular, donde enfrentarían al otro equipo en busca de coronarse Campeón 2013. Se habría realizado durante la Pretemporada (que consiste en los partidos entre Galgos y Centauros jugados los sábados durante el Training Camp), y es muy importante para asentar el trabajo en equipo de los jugadores y el entendimiento mutuo.

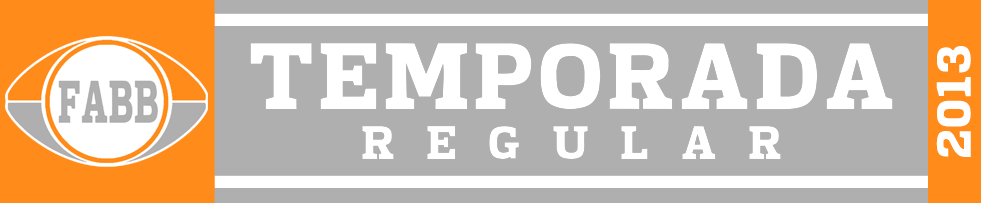
Logo de la Temporada Regular

Finalmente la Temporada Regular eran los partidos oficiales cuyos resultados servían para encaminarse a ganar el trofeo de Campeones 2013 de FABB. Consistía en 7 fases de 3 partidos. Había que ganar 2 de 3 partidos para conseguir una fase. Un equipo se coronaría campeón cuando hubiese ganado 4 de las 7 fases, y todas estas hayan sido completadas. Esta competencia habría comenzado el 4 de agosto y finalizado el 22 de diciembre.